# Żądza władzy
Żądza władzy (ang. Power) – amerykański dramat polityczny z 1986 roku.

## Obsada
- Richard Gere – Pete St. John
- Julie Christie – Ellen Freeman
- Gene Hackman – Wilfred Buckley
- Kate Capshaw – Sydnet Betterman
- Denzel Washington – Arnold Billing
- E.G. Marshall – senator Sam Hastings z Ohio
- Beatrice Straight – Claire Hastings

## Nagrody i nominacje
Złota Malina 1986
- Najgorsza aktorka drugoplanowa – Beatrice Straight (nominacja)